# Søren Colding
Søren Colding (* 2. September 1972 in Fredriksberg) ist ein ehemaliger dänischer Fußballspieler.
Der Rechtsverteidiger spielte bei Brøndby IF und wechselte im Winter 2001 zum VfL Bochum. In der Bundesliga kam er auf 114 Einsätze und erzielte ein Tor. In der 2. Bundesliga kam er auf 35 Einsätze und zwei Tore.
Colding bestritt 27 Länderspiele für Dänemark.
Bis zum 30. Juli 2012 war Colding Geschäftsführer des dänischen Handballvereins AG Kopenhagen.